# Waverly (Waszyngton)
Waverly – miasto w Stanach Zjednoczonych, w stanie Waszyngton, w hrabstwie Spokane.